# La Celle-Saint-Cloud
La Celle Saint-Cloud è un comune francese di 21 245 abitanti situato nel dipartimento degli Yvelines nella regione dell'Île-de-France.
Qua nacque lo scrittore inglese Hilaire Belloc.

## Storia

### Simboli
Le tre teste d'aquila sono riprese dal blasone di Louis Pierre Parat de Chalandray (1746-1836), ultimo signore di La Celle Saint-Cloud e di Bazemont. Il corno da caccia e il giglio di Francia indicano che l'area è stata una tenuta di caccia durante il regno di Luigi XV.

## Società

### Evoluzione demografica
Abitanti censiti

## Amministrazione

### Gemellaggi
- Settat
- Beckum